# Büyükkarabağ, Bolvadin
Büyükkarabağ là một thị trấn thuộc huyện Bolvadin, tỉnh Afyonkarahisar, Thổ Nhĩ Kỳ. Dân số thời điểm năm 2011 là 1.427 người.